# Maaris Meier
Maaris Meier (nascida em 22 de fevereiro de 1983) é uma ciclista estoniana que representou o seu país nos Jogos Olímpicos de 2004, realizados em Atenas, Grécia. Ela participou na prova de estrada, mas não conseguiu terminar a corrida. Meier conquistou em 2008, a medalha de prata no Campeonato Mundial Universitário de Ciclismo no cross-country.